# Intel 80487

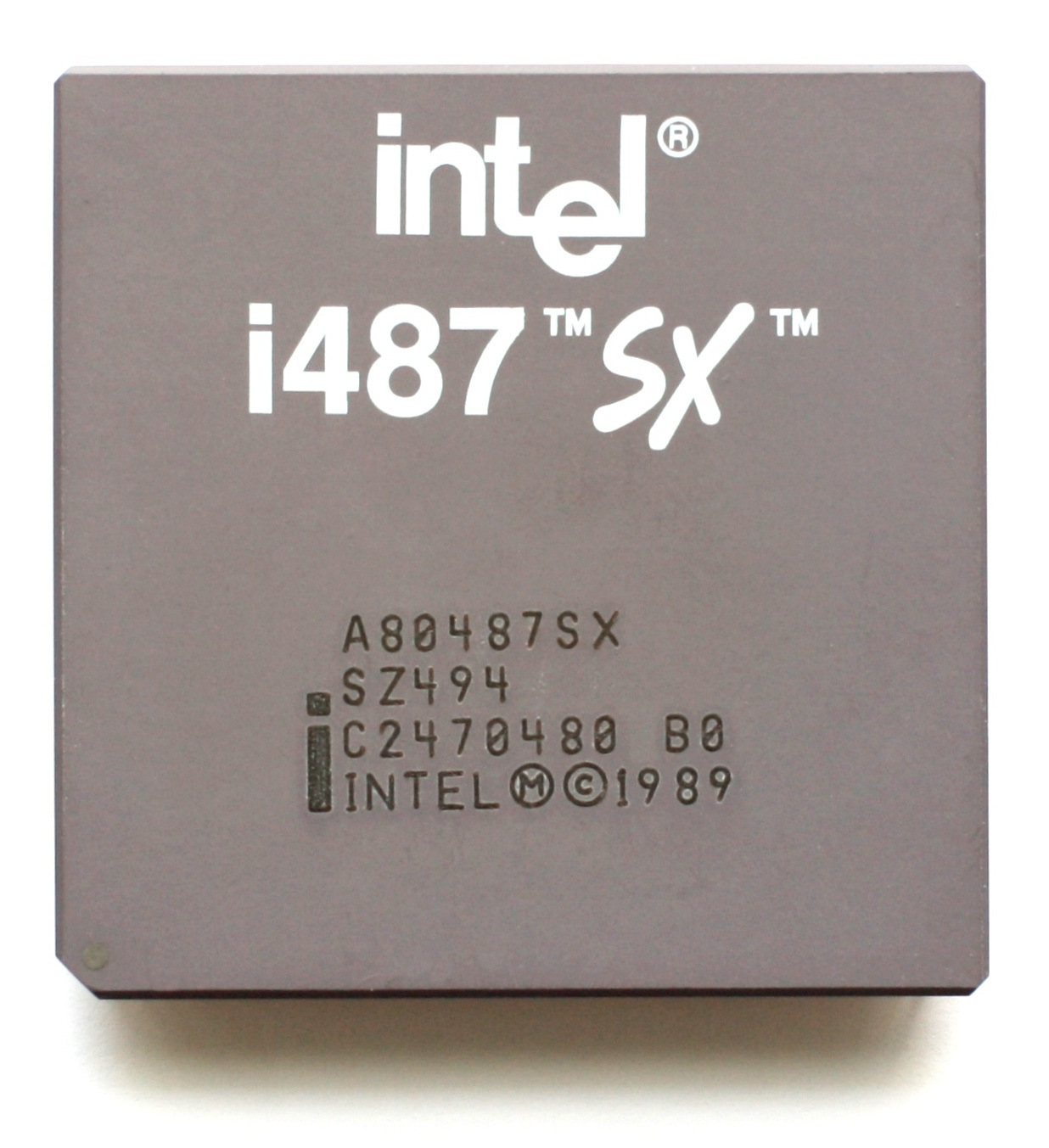
Intel i487SX.

O Intel 80487, ou 487 (i487), foi comercializado como um coprocessador para cálculos de ponto flutuante em máquinas equipadas com a UCP Intel Intel 80486SX. Na verdade, era um chip Intel 80486DX completo. Quando instalado num sistema 486SX, o 487 desabilitava a UCP principal e assumia todas as operações da UCP. Teoricamente, o computador seria capaz de funcionar se a UCP original 80486SX fosse removida, mas, na prática, um pino do 487 impedia tal hipótese.